# Палаццо Бентивольо
Палаццо Бентивольо (итал. Palazzo Bentivoglio) — палаццо (дворец) представителей знатной семьи Бентивольо (впоследствии маркизов) в Болонье, Эмилия-Романья, разрушенный в 1507 году. Второй дворец с таким же названием был построен неподалеку и сохранился до настоящего времени.

## История
Дворец был построен по распоряжению Санте Бентивольо на Виа Сан-Донато (теперь Виа- Дзамбони). Строительство осуществлялось с 1460 года и было завершено Джованни Бентивольо Вторым. Исследователи пытались реконструировать внешний вид большого дома на основе литературных описаний. Судя по этим, часто восторженным, описаниям, главный фасад дома, выходящий на Виа Сан-Донато, имел длину около тридцати метров, а боковых фасадов — более ста сорока метров. На первом этаже располагались общие апартаменты семьи Бентивольо, а на верхнем этаже — комнаты Джованни Второго, богато украшенные фресками, и столь же роскошные апартаменты Джиневры Сфорца и других женщин дома. В здании также размещались охранники и солдаты, а также были комнаты для гостей и склады оружия. Всего в здании было 244 комнаты. Здесь Бентивольо принимал выдающихся друзей, устраивал экстравагантные обеды и праздники.
Здание было разрушено народным гневом весной 1507 года. Решение о сносе дворца было принято врагами семьи Бентивольо, которые считали их правление в Болонье тираническим и с помощью папы Юлия II, в ноябре 1506 года семья была изгнана из города. Новые правители города были убеждены, что необходимо снести дом тиранов, чтобы предотвратить их возвращение, а Сенат постановил, что любая эмблема или знак прошлого господства Бентивольо должны быть уничтожены. Однако разрушение дворца на Виа Сан-Донато стало большой потерей для истории итальянского искусства.
Ныне на территории, где стоял дворец, находится Коммунальный театр, примыкающий к Виа дель Гуасто («Дорога руин»), название которого напоминает о судьбе дворца Бентивольо. Современный Джардино дель Гуасто, небольшой сквер, созданный в 1975 году архитектором Рино Филиппини, занимает территорию, ранее занимаемую дворцовым садом.
Недалеко по Виа делле Белле-Арти, высится величественный новый Палаццо Бентивольо. Дворец строил, начиная с 1551 года, Костанцо Бентивольо, потомок боковой ветви семьи. Проект приписывают архитектору Бартоломео Триакини. Вход ведёт в просторный двор, окружённый двойной лоджией, построенной по проекту Доменико Тибальди.
Новый дворец был завершен Джованни Баттистой Фальчетти в первой половине XVII века. На верхнем этаже нового дворца расположено несколько залов с потолками и фризами школы Тибальди. Здесь находится большая галерея, расписанная в манере кьяроскуро Антонио Бонетти, со скульптурами Убальдо Гандольфи (не путать с живописцем Убальдо Гандольфи). Галерея была открыта в 1769 году, когда сенатор Фульвио Бентивольо стал гонфалоньером Болоньи.